# Gunsakot
Gunsakot (en népalais : गुँसाकोट) est un comité de développement villageois du Népal situé dans le district de Sindhulpalchok. Au recensement de 2011, il comptait 1 902 habitants.